# EE-8

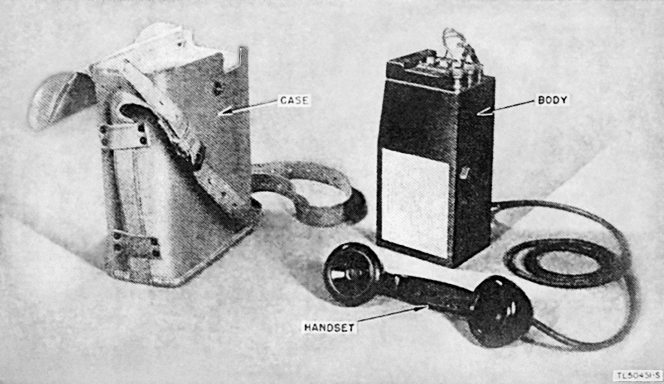
EE-8 mit Tasche und Telefonhörer

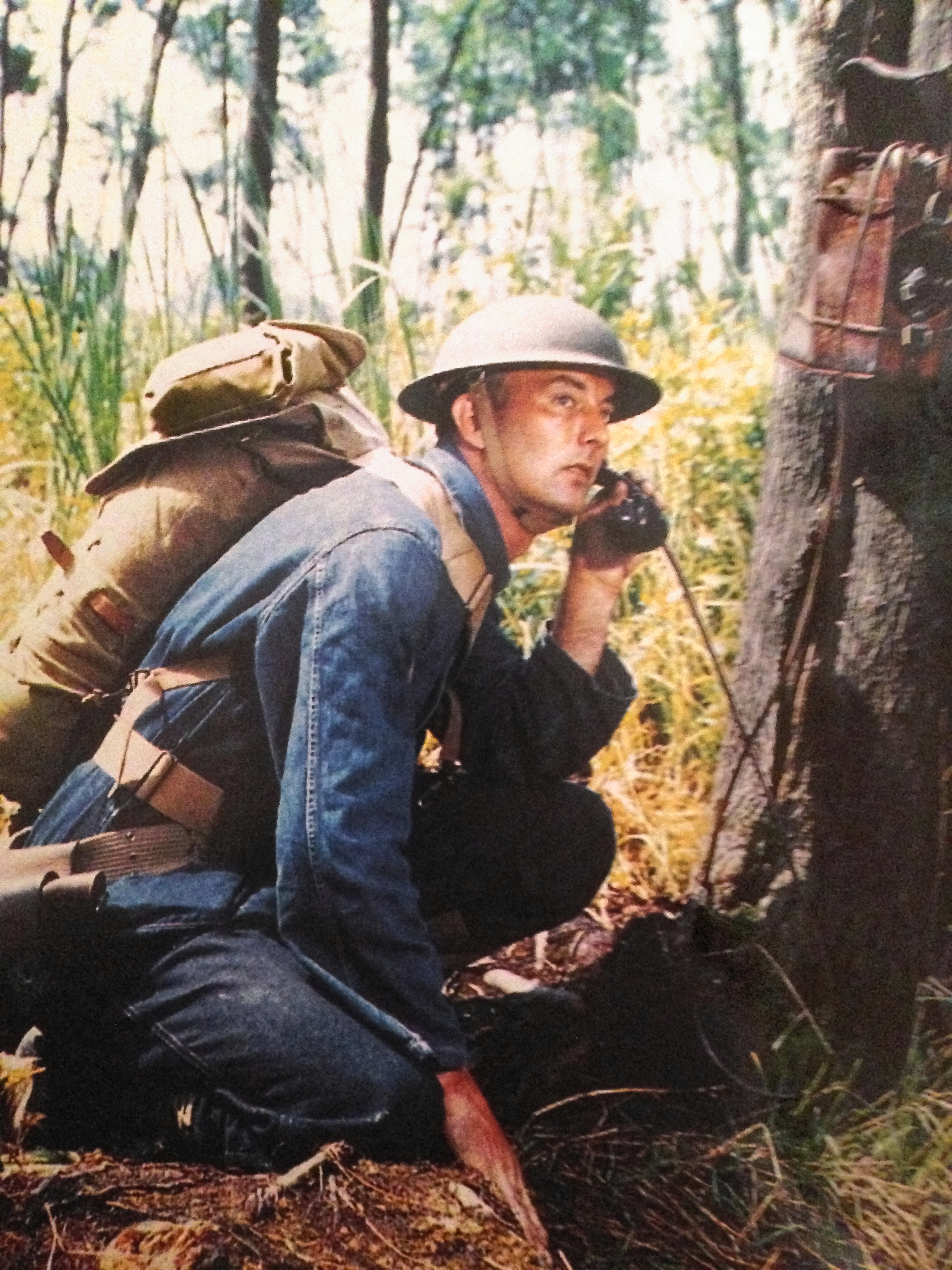
EE-8 am Baum befestigt

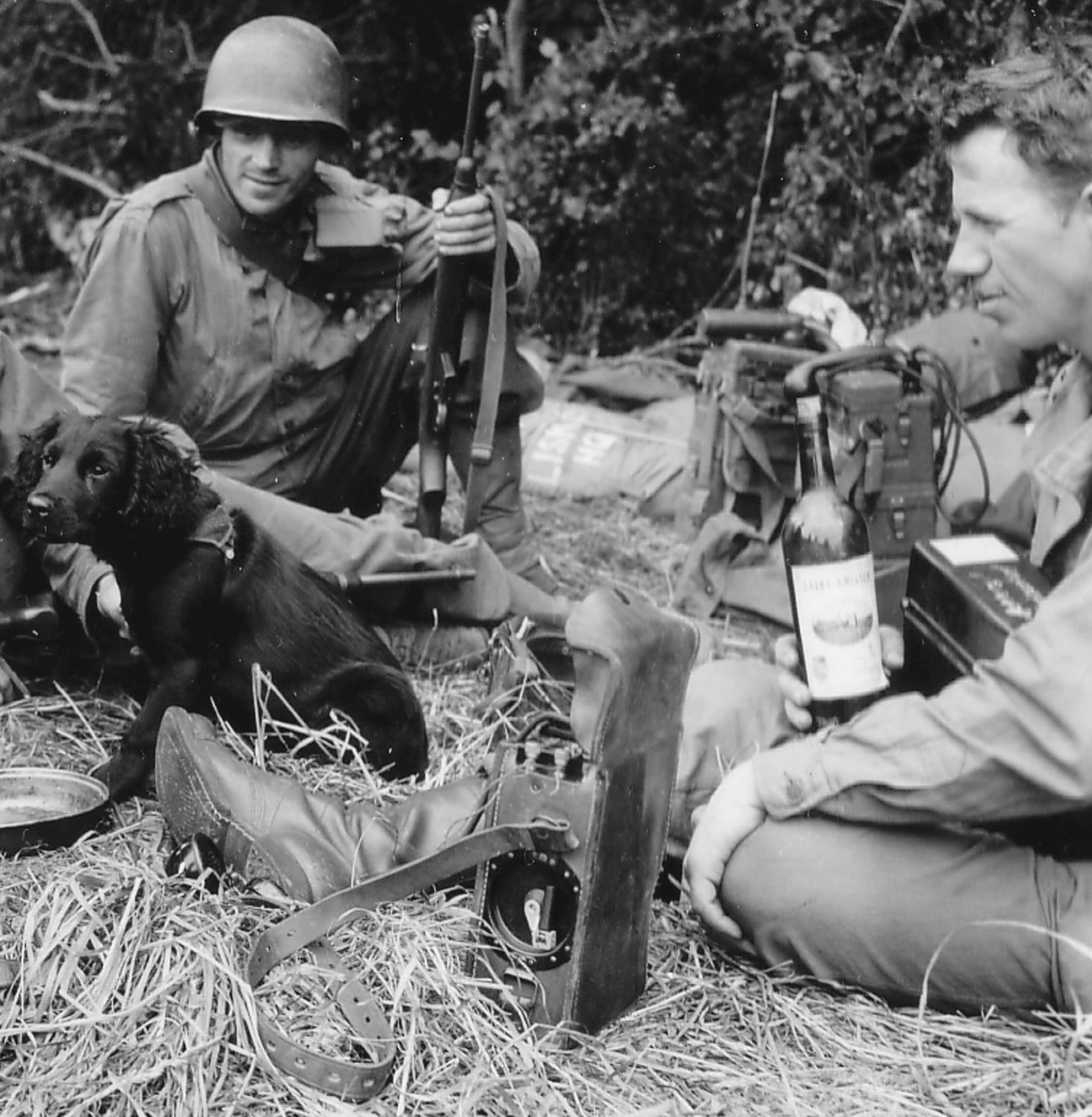
United States Army Rangers während der Operation Overlord, 1944

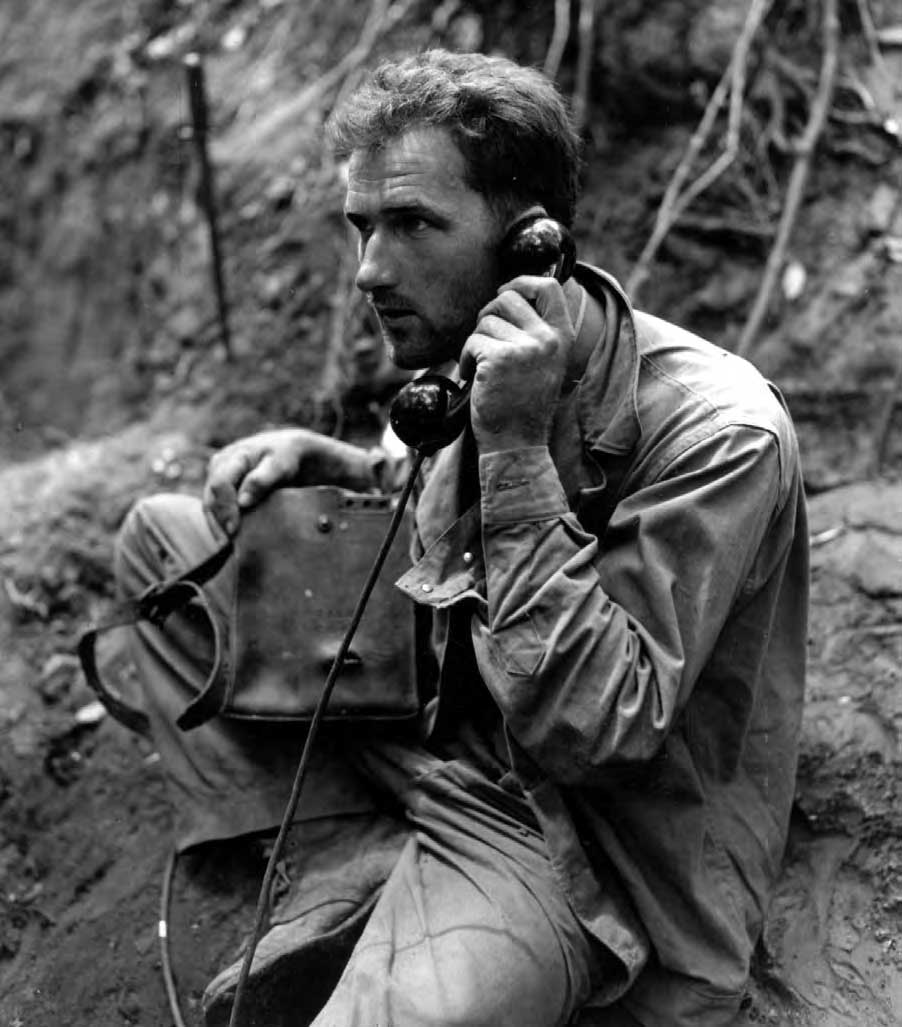
Schlacht um Guadalcanal. Dieses EE-8 funktionierte auch nach einem Treffer durch einen Splitter

Das EE-8 war ein Feldtelefon der United States Army. Es wurde 1937 eingeführt und mehrere Jahrzehnte verwendet, so im Zweiten Weltkrieg, dem Koreakrieg und dem Vietnamkrieg.

## Entwicklung und Einsatz
Das EE-8 entstand aufgrund der Anforderung des United States Army Signal Corps an ein leichtes, robustes und einfach zu handhabendes Feldtelefon. Es wurde 1932 in Fort Monmouth entwickelt, aber erst ab 1937 von Automatic Electric produziert. Es hatte eine um zehn Kilometer größere Übertragungsreichweite und war leichter als der Vorgänger EE-5. Das EE-5 wurde im Ersten Weltkrieg verwendet. Vor dem Zweiten Weltkrieg baute die Kommunikation der US Army hauptsächlich auf kabelgebundener Technik; kabellose Übertragungsverfahren über Funk waren für Notfälle und für Kommunikation mit Fahrzeugen vorgesehen.
Zu Beginn des Zweiten Weltkrieges musste die US Army noch auf das EE-5 zurückgreifen, da das EE-8 nicht in ausreichenden Stückzahlen zur Verfügung stand. Beide Telefone wurden in dieser frühen Phase genutzt; erst 1942 ersetzte EE-8 das EE-5.
Der Mobilmachungsplan sah eine Sollanzahl von 63.593 EE-8 vor; die Produktionsaufträge für 56.678 wurden zunächst auf sechs Unternehmen verteilt. Zu Beginn des Krieges betrug die Produktionskapazität lediglich 50 Stück pro Tag. Das Känguruleder für die Tasche wurde manuell zugeschnitten und genäht; Kunststoffteile wie der Telefonhörer wurden ebenfalls in Handarbeit gefertigt. Um die Produktionskapazität zu erhöhen, wurde die Herstellung auf Massenproduktion umgestellt, Fließbandfertigung und Nähmaschinen wurden eingeführt. Leder vom Rind ersetzte das Känguruleder. Die maximale tägliche Produktion stieg auf über 2.000 Stück. Da sich die Ledertaschen in feucht-heißem Klima auflösten, wurde später Leinen als Material eingesetzt.
Das Beschaffungswesen des Signal Corps sah vor, die Aufträge für das EE-8 auf mehrere Hersteller zu verteilen, auch wenn ein oder zwei größere Hersteller sie gänzlich hätten erfüllen können. Das Signal Corps akzeptierte dabei höhere Preise kleiner Hersteller. So hatte beispielsweise die Connecticut Telephone & Electric Company den Auftrag, 15.000 EE-8 herzustellen. Viele EE-8 wurden von Western Electric produziert.
Über das Leih- und Pachtgesetz wurden 201.174 Telefone von den USA an Alliierte geliefert, viele davon EE-8; tausende EE-8 mussten auf schwerere und größere frostsichere Batterien umgebaut werden, um die Telefone in den Wintermonaten in der Sowjetunion nutzen zu können.
Das EE-8 entsprach den Erwartungen und bewährte sich im Krieg. Es stellte die Kommunikation zwischen den Einheiten sicher. Um Aktionen von Panzern und Infanterie im Gefecht zu koordinieren, war zur Verständigung zwischen Panzerbesatzung und Infanterie manchmal ein EE-8 extern am Heck von Panzern angebracht.
Das EE-8 war das Standard-Feldtelefon während des Zweiten Weltkriegs. Neben dem EE-8 gab es zwei weitere Feldtelefone. Das TP-9 verfügte neben dem Generator und der Klingel des EE-8 über einen Röhrenverstärker, der die Übertragungsreichweite steigerte. Das TP-3 hingegen war ein speisungsloses Telefon; es war sehr leicht, kam ohne Batterien aus, denn es nutzte die Energie des Schalls, um die nötige Spannung für die Übertragung zu erzeugen. Die Übertragungsreichweite betrug einige Meilen.
Das EE-8 war später im Koreakrieg (1950–1953) und noch im Vietnamkrieg (bis 1975) im Einsatz. Das robustere, leichtere und kleinere TA-312 wurde als Nachfolger in den 1950er-Jahren eingeführt. Beide Feldtelefone waren kompatibel und wurden noch Jahrzehnte parallel genutzt.
Im Vietnamkrieg folterten amerikanische Streitkräfte unter anderem mit dem EE-8, das als Elektroschocker zweckentfremdet wurde. Dabei wurde der handbetriebene Generator als Stromquelle verwendet. Auch der Türkei warf Amnesty International eine Folter mit dem EE-8 vor.
Ausrangierte EE-8 wurden später beim Phreaking zur Manipulation öffentlicher Telefonverbindungen verwendet. Über den Generator des EE-8 konnte ein simuliertes Klingelsignal erzeugt und so eine kostenlose Verbindung aufgebaut werden.

## Technik
Das EE-8 war ein Analogtelefon und konnte in zwei Betriebsarten verwendet werden. In der Betriebsart Ortsbatterie erzeugte der handkurbelbetriebene Generator ein Signal, das der Vermittlungsstelle einen Anruf signalisierte. In der Betriebsart Zentralbatterie betätigte der Bediener für den Zweck den Gabelumschalter. Die Verbindung wurde geöffnet, wenn der Schalter am Hörer umgelegt wurde. Die Grundkomponenten waren das Telefon, der Telefonhörer und die Tasche aus Leder oder Leinen. Das Telefon an sich bestand aus einem Gehäuse, einigen elektrischen Bauteilen, zwei D-Batterien, die das Mikrofon des Hörers mit Strom versorgten, einer elektromechanischen Klingel sowie einem elektrischen Generator mit Handkurbel. Der Telefonhörer TS-9 wurde auch an anderen Kommunikationsgeräten verwendet. Das Taschenmaterial war zuerst Leder, später Leinen, ab 1967 Nylon. Die Tasche war 24 cm hoch, 18 cm breit und 9 cm tief und verfügte über einen Tragegurt. In der Tasche hatten das Grundgerät und daneben der Telefonhörer Platz. Das EE-8 wog mit Batterien etwa 4,5 kg und konnte die Signale 16 bis 27 km übertragen, abhängig vom Kabel und anderen Bedingungen.
Die Varianten EE-8, EE-8-A und EE-8-B unterscheiden sich geringfügig in den verwendeten Materialien und internen Komponenten. Die Bedienung der Varianten ist identisch. Es gab keine Vorrichtung, das Klingelsignal leise zu stellen, was in Feindnähe erforderlich war. Um das Klingelsignal zu dämpfen oder komplett zu unterdrücken, musste das Gehäuse geöffnet und die Klingel manipuliert werden. Auch konnte so ein visueller Signalgeber angebracht werden.